# Jamaïque aux Jeux paralympiques
La Jamaïque participe aux Jeux paralympiques depuis les Jeux de 1968 à Tel Aviv. Le pays a pris part à toutes les éditions des Jeux d'été depuis cette date, sauf ceux de 1976 à Toronto qu'il boycotte pour protester contre la participation de l'Afrique du Sud. Les Jamaïcains ont à leur palmarès cinquante-neuf médailles, dont vingt-et-une en or. La majorité de leurs titres paralympiques proviennent des épreuves d'athlétisme, et les autres de la natation, à l'exception d'une unique médaille d'or en haltérophilie en 1972. Les Jamaïcains n'ont jamais pris part aux Jeux d'hiver.

## Médailles
Résultats par année :
| Année | Médaille d'or, Jeux paralympiques | Médaille d'argent, Jeux paralympiques | Médaille de bronze, Jeux paralympiques | Total   |         |         |
| 1968  | 3                                 | 1                                     | 1                                      | 5       |         |         |
| 1972  | 8                                 | 3                                     | 7                                      | 18      |         |         |
| 1976  | Boycott                           | Boycott                               | Boycott                                | Boycott | Boycott | Boycott |
| 1980  | 7                                 | 7                                     | 6                                      | 20      |         |         |
| 1984  | 0                                 | 0                                     | 0                                      | 0       |         |         |
| 1988  | 1                                 | 4                                     | 3                                      | 8       |         |         |
| 1992  | 0                                 | 1                                     | 2                                      | 3       |         |         |
| 1996  | 0                                 | 0                                     | 1                                      | 1       |         |         |
| 2000  | 0                                 | 0                                     | 0                                      | 0       |         |         |
| 2004  | 1                                 | 0                                     | 1                                      | 2       |         |         |
| 2008  | 0                                 | 0                                     | 1                                      | 1       |         |         |
| 2012  | 1                                 | 0                                     | 0                                      | 1       |         |         |
| Total | 21                                | 16                                    | 22                                     | 59      |         |         |

Multiples médaillés d'or :
| Nom                 | Jeux | Discipline | Épreuve                         |
| ------------------- | ---- | ---------- | ------------------------------- |
| Patrick Reid        | 1972 | Athlétisme | Lancer de disque hommes 1B      |
| Patrick Reid        | 1972 | Athlétisme | Pentathlon hommes 1B            |
| Patrick Reid        | 1972 | Natation   | 25 mètres brasse hommes 1B      |
| Nella McPherson     | 1972 | Natation   | 3x25 mètres medley femmes 3     |
| Nella McPherson     | 1972 | Natation   | 50 mètres brasse femmes 3       |
| Leone Williams      | 1972 | Athlétisme | Lancer de disque femmes 5       |
| Leone Williams      | 1980 | Athlétisme | Lancer de disque femmes 5       |
| Leone Williams      | 1980 | Athlétisme | Lancer de poids femmes 5        |
| Sarah Newland       | 1980 | Athlétisme | 100 mètres femmes D1            |
| Sarah Newland       | 1980 | Natation   | 100 mètres brasse femmes D1     |
| Minette Wilson      | 1980 | Athlétisme | Lancer de marteau femmes 1B     |
| Minette Wilson      | 1988 | Athlétisme | Lancer de javelot femmes 1B     |
| Alphonso Cunningham | 2004 | Athlétisme | Lancer de disque hommes F53     |
| Alphonso Cunningham | 2012 | Athlétisme | Lancer de javelot hommes F52/53 |